# Martin M. Winkler
Martin M. Winkler (* 24. Mai 1952 in Münster, Nordrhein-Westfalen) ist ein deutschamerikanischer Klassischer Philologe, Klassischer Altertumswissenschaftler und Medienhistoriker. Er wirkt als Universitätsprofessor an der George Mason University. In seinen jüngeren Arbeiten widmete er sich insbesondere der Entstehungs- und Rezeptionsgeschichte des Antikfilms sowie der Bedeutung und den Auswirkungen antiker Motive im US-amerikanischen Film.

## Leben
In Münster kam er in den Genuss einer altsprachlich-humanistischen Schulausbildung am Gymnasium Paulinum. An der Westfälischen Wilhelms-Universität Münster erwarb er 1975 einen dem heutigen Bachelor entsprechenden Abschluss. 1976 zog er zum weiteren Studium in die Vereinigten Staaten. An der West Virginia University schloss er 1977 als Master of Arts ab. 1982 promovierte er an der University of Southern California, Los Angeles, zum Doctor of Philosophy.
Von 1982 bis 1983 wirkte er als „assistant professor“ an der University of Utah, Salt Lake City, ebenso von 1983 bis 1987 an der University of Wisconsin, Madison, sowie von 1987 bis 1989 an der Bucknell University in Lewisburg, Pennsylvania. Seit 1989 lehrt er als „associate professor to professional and director classical studies“ an der George Mason University in Fairfax, Virginia.
Im Sommer 1989 war er Stipendiat der National Endowment for the Humanities, von 1989 bis 1990 „Fellow“ der A. W. Mellon Foundation der University of Pittsburgh. Winkler ist Mitglied der American Association of University Professors, der American Philological Association, der Classical Association Middle West and South, der International Society for Classical Tradition und der Vergilian Society of America.

## Veröffentlichungen (Auswahl)
- The Persona in Three Satires of Juvenal (= Altertumswissenschaftliche Texte und Studien 10). Olms, Hildesheim 1983.
- als Herausgeber: Classics and Cinema. Bucknell University Press, Lewisburg, Pennsylvania 1991.
- Der lateinische Eulenspiegel des Ioannes Nemius. Text und Übersetzung, Kommentar und Untersuchungen. Niemeyer, Tübingen 1995 (Neuauflage bei de Gruyter, Berlin 2013).
- als Herausgeber: Juvenal in English. Penguin Classics, London 2001.
- als Herausgeber: Classical Myth and Culture in the Cinema. Oxford University Press, New York 2001 (überarbeitete Fassung von Classics and Cinema).
- The Roman Empire in American Cinema after 1945. In: Sandra R. Joshel, Margaret Malamud, Donald T. McGuire, Jr. (Hrsg.): Imperial Projections: Ancient Rome in Modern Popular Culture. Hopkins University Press, Baltimore 2001, S. 51.
- als Herausgeber: Gladiator. Film and History. Blackwell, Oxford 2004.
- als Herausgeber: Troy. From Homer’s Iliad to Hollywood Epic. Blackwell, Oxford 2006.
- als Herausgeber: Spartacus. Film and History. Blackwell, Oxford 2007.
- Cinema and Classical Texts. Apollo’s New Light. Cambridge University Press, Cambridge 2009 (Neuauflage 2012).
- als Herausgeber: The Fall of the Roman Empire. Film and History. Wiley-Blackwell, Oxford 2009 (Neuauflage 2013).
- The Roman Salute. Cinema, History, Ideology. Ohio State University Press, Columbus 2009.
- als Herausgeber: Return to Troy: New Essays on the Hollywood Epic. Brill, Leiden 2015.
- Arminius the Liberator. Myth and Ideology. Oxford University Press, New York 2015.
- Classical Literature on Screen. Affinities of Imagination. Cambridge University Press, Cambridge 2017.
- Ovid on Screen. A Montage of Attractions. Cambridge University Press, Cambridge 2020.